# Isla Cacho
La isla Cacho es una isla rocosa de las islas Shetland del Sur, a 160 m de la isla Nevada. Tiene 750 m de largo (250 m de largo en dirección este-oeste) y 350 m de ancho (100 m en dirección norte-sur), con una superficie de 1,63 ha. La isla Cacho apareció recientemente porque en realidad se pensaba que era parte de la isla Nevada, pero con el calentamiento se derritió el hielo que las unía y se comprobó que no había tierra debajo.
La isla lleva el nombre del físico, explorador polar y escritor español Javier Cacho Gómez, participante en la expedición antártica española de 1986-87 y comandante de base en la base Juan Carlos I en temporadas posteriores, por su contribución a la promoción de la Antártida y su apoyo al programa antártico búlgaro.
En febrero del 2014 Javier Cacho pisaba la isla que lleva su nombre, de lo cual se hicieron eco diversos medios de comunicación.
En octubre del 2024, la Sociedad Española de Correos editó un sello en su honor.

## Ubicación
La isla Cacho se encuentra en coordenadas 62°49′57.4″S 61°28′35″O / -62.832611, -61.47639, a 315 m sur de Punta Rebrovo y 2,5 km. en dirección oeste -este de cabo Conway. 

## Reclamaciones territoriales
Argentina incluye a la isla en el departamento Antártida Argentina dentro de la provincia de Tierra del Fuego, Antártida e Islas del Atlántico Sur; para Chile forma parte de la comuna Antártica de la provincia Antártica Chilena dentro de la Región de Magallanes y de la Antártica Chilena; y para el Reino Unido integra el Territorio Antártico Británico. Las tres reclamaciones están sujetas a las disposiciones del Tratado Antártico.

## Mapas
- South Shetland Islands. Scale 1:200000 topographic map. DOS 610 Sheet W 62 60. Tolworth, UK, 1968
- L. Ivanov. Antarctica: Livingston Island and Greenwich, Robert, Snow and Smith Islands. Scale 1:120000 topographic map. Troyan: Manfred Wörner Foundation, 2010. ISBN 978-954-92032-9-5 (First edition 2009. ISBN 978-954-92032-6-4)
- Antarctic Digital Database (ADD). Scale 1:250000 topographic map of Antarctica. Scientific Committee on Antarctic Research (SCAR). Since 1993, regularly upgraded and updated